# Bansarn Bunnag
Bansarn Bunnag (ur. 17 kwietnia 1959) – tajski dyplomata. Od 11 kwietnia 2012 akredytowany jako ambasador nadzwyczajny i pełnomocny Tajlandii w Rzeczypospolitej Polskiej. Żonaty.

## Wykształcenie
- licencjat w dziedzinie zarządzania – Uniwersytet w Bangkoku
- magisterium w dziedzinie międzynarodowej polityki i ekonomii, Uniwersytet w Detroit (USA)
- 2010 – Szkoła Obrony Narodowej w Tajlandii.

## Kariera zawodowa
- 1983 – analityk w Urzędzie ds. Narodowej Gospodarki oraz Rozwoju Społecznego
- 1984 – wstąpił do MSZ – attaché w Gabinecie Dyrektora Generalnego, sprawy ASEAN (Stowarzyszenie Narodów Azji Południowo-Wschodniej)
- 1985 – trzeci sekretarz w Wydziale Amerykańskim w Departamencie Spraw Politycznych, w Gabinecie Dyrektora generalnego MSZ, sprawy ASEAN
- 1987 – drugi sekretarz w Wydziale Amerykańskim, w Departamencie Spraw politycznych, doradca Delegacji Tajlandii na 41. sesję Zgromadzenia Ogólnego Narodów Zjednoczonych w Nowym Jorku
- 1989 – drugi sekretarz Ambasady w Waszyngtonie
- 1990 – pierwszy sekretarz Ambasady w Waszyngtonie
- 1993 – radca w Departamencie ds. Ekonomicznych MSZ
- 1995 – radca w Departamencie ds. Informacji MSZ (sprawy najnowszych wiadomości)
- 1996 – radca, szef personelu, Gabinet Sekretarza Ministra SZ
- 1997 – dyrektor Wydziału Tłumaczeń w Departamencie Prawno‑Traktatowym
- 1998 – dyrektor Wydziału Wiadomości w Departamencie ds. Informacji (sprawy rtv)
- 2001 – zastępca dyrektora generalnego w Departamencie Informacji, szef personelu w Gabinecie Sekretarza Ministra SZ
- 2003 – minister w Ambasadzie w Londynie
- 2007 – ambasador w Mjanmie (Birmie)
- 2010 – dyrektor generalny, Departament Protokołu.
- 2012 – ambasador w Polsce
- 2016 – ambasador w Japonii[1]